# Enyo taedium
Enyo taedium là một loài bướm đêm thuộc họ Sphingidae. Nó được Schaus, miêu tả năm 1890. Loài này có ở México và Belize phía nam đến Costa Rica, miền bắc Venezuela và Ecuador.
Con trưởng thành bay vào tháng 5 in Costa Rica.
Ấu trùng có thể ăn Vitus tiliifolia và other members of the Vitaceae và Dilleniaceae families, như Vitis, Cissus rhombifolia và Ampelopsis, Tetracera volubilis, Curatella americana, Tetracera hydrophila và Doliocarpus multiflorus. Ludwigia of the Onagraceae is also a possible host.

## Phụ loài
- Enyo taedium taedium (Mexico và Belize phía nam đến Costa Rica, miền bắc Venezuela và Ecuador)
- Enyo taedium australis (Rothschild & Jordan, 1903) (Brazil)

## Hình ảnh

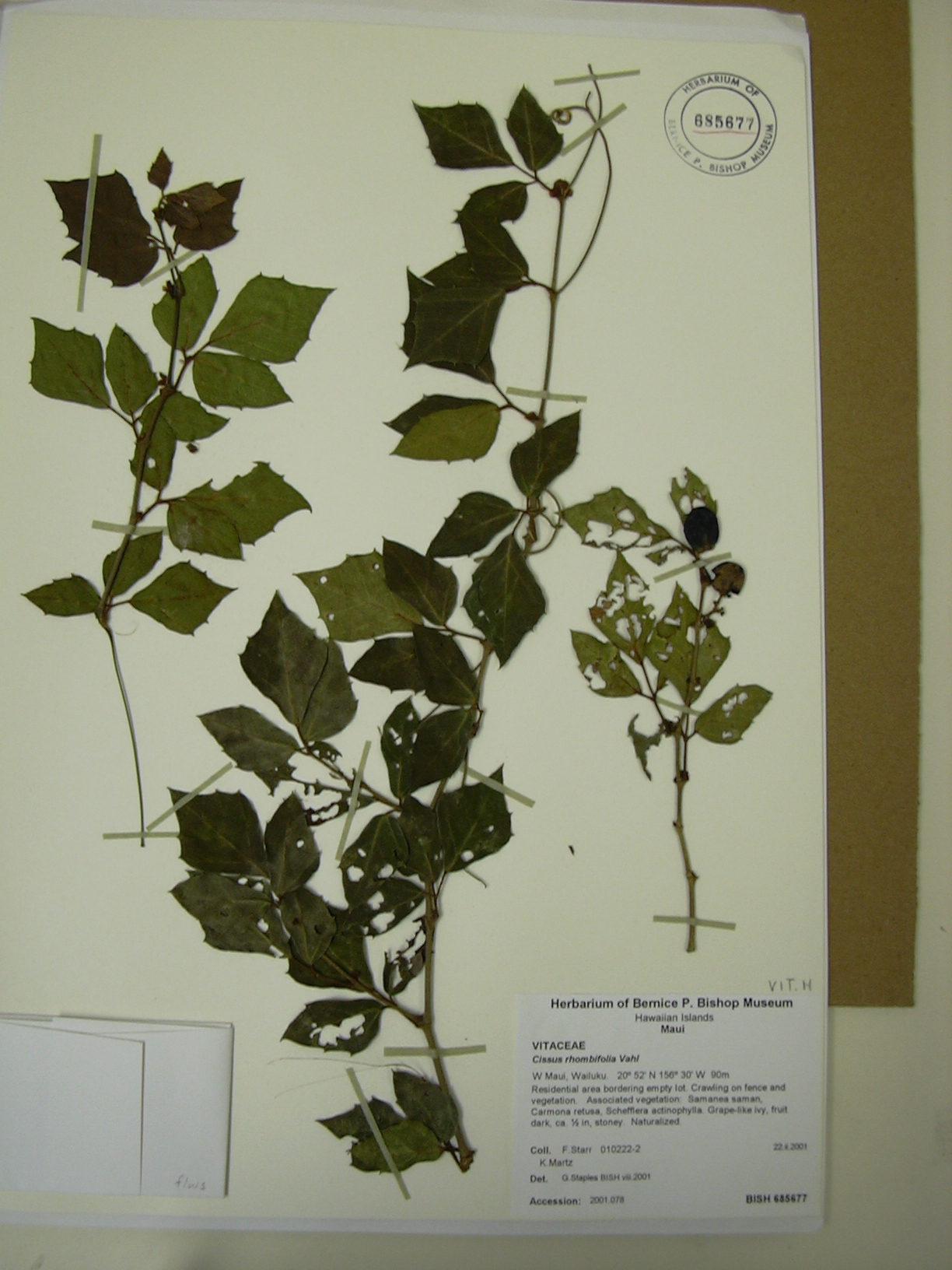
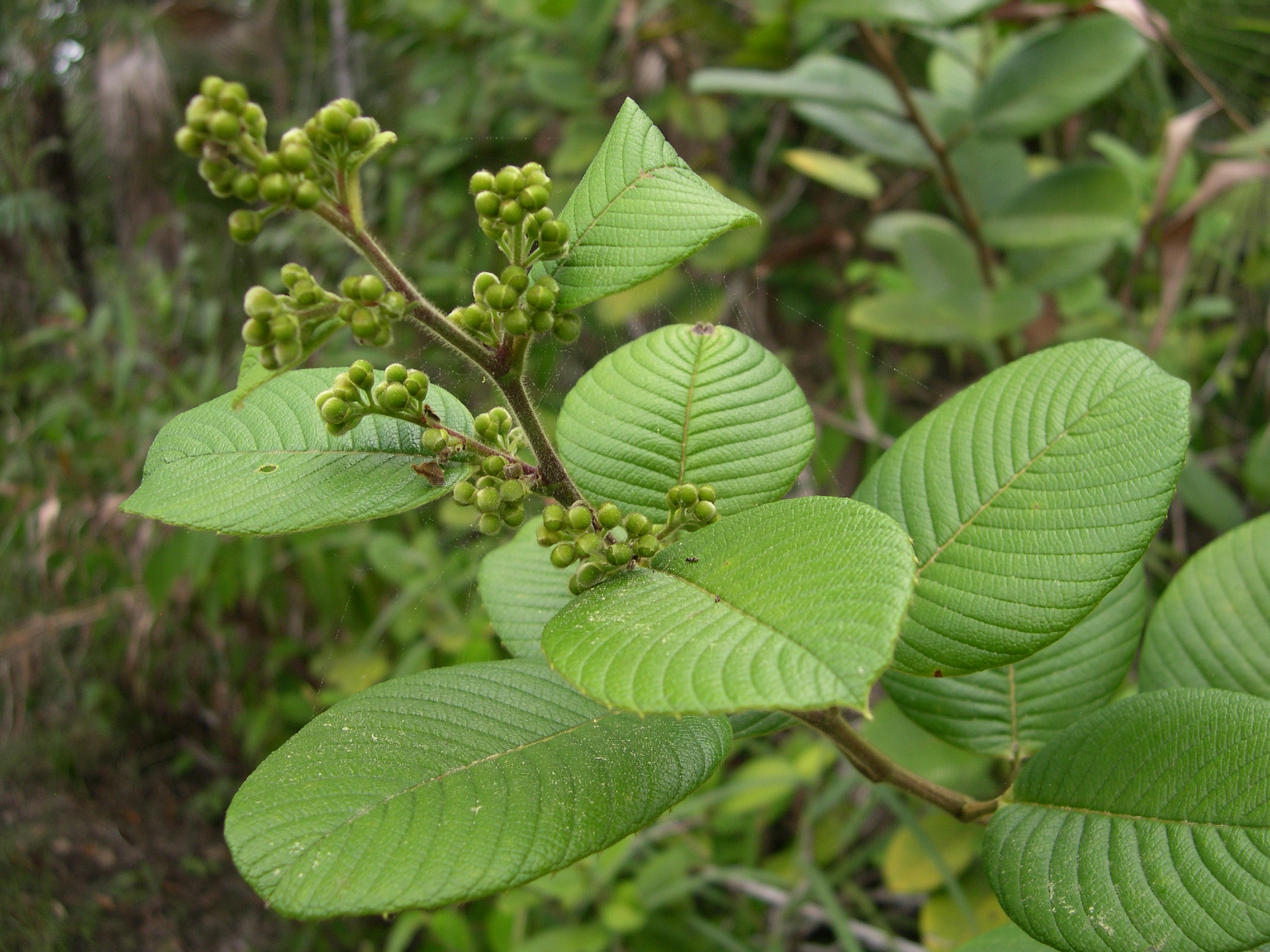